# Rhodospatha robusta
Rhodospatha robusta är en kallaväxtart som beskrevs av Luis Aloysius, Luigi Sodiro. Rhodospatha robusta ingår i släktet Rhodospatha och familjen kallaväxter. IUCN kategoriserar arten globalt som otillräckligt studerad.
Artens utbredningsområde är Ecuador. Inga underarter finns listade.